# 罗绍
罗绍（德語：Rossau）是德国萨克森州的市镇，隶属于中萨克森县。总面积为53.59平方千米，截至2023年12月31日总人口为3,467人。